# Мімі Роджерс
Мімі Роджерс (англ. Mimi Rogers; нар. 27 січня 1956, Корал-Ґейблз, Флорида, США) — американська акторка.

## Біографія
Міріам Спіклер народилася 27 січня 1956 року в місті Корал-Ґейблз, штат Флорида. Батько Філіп Спіклер інженер-будівельник та проповідник-саєнтолог. Міріам була вундеркіндом і закінчила середню школу у віці 14 років.
Почала працювати на телебаченні в 1981 році. Знімалася у таких фільмах, як «Той, хто мене береже» (1987), «Години відчаю» (1990), «Остін Паверс: Міжнародна людина-загадка» (1997), «Загублені у космосі» (1998), а також у телесеріалі «Цілком таємно» (1998—1999).

## Особисте життя
Мімі Роджерс з 21 серпня 1976 по 25 вересня 1980 року була одружена з Джеймсом Роджерсом. З 9 травня 1987 по 4 лютого 1990 року була одружена з актором Томом Крузом, якого залучила до Церкви саєнтологів (сама згодом вийшла з неї).
З 1990 року почала жити з кінопродюсером Крісом Кіаффою, у них народилися дочка Люсі Джулія (1995) і син Чарлі (2001). 20 березня 2003 року Мімі та Кріс Кіаффа офіційно одружилися.

## Фільмографія
| Рік       |    | Українська назва                        | Оригінальна назва                           | Роль                  |
| --------- | -- | --------------------------------------- | ------------------------------------------- | --------------------- |
| 1983      | ф  |                                         | Blue Skies Again                            | Ліз                   |
| 1986      | ф  | Ентузіаст                               | Gung Ho                                     | Одрі                  |
| 1987      | ф  |                                         | Street Smart                                | Елісон Паркер         |
| 1987      | ф  | Той, хто мене оберігає                  | Someone to Watch Over Me                    | Клер Ґрегорі          |
| 1989      | ф  | Могутній Квін                           | The Mighty Quinn                            | Хедлі Елджін          |
| 1990      | ф  | Години відчаю                           | Desperate Hours                             | Нора Корнелл          |
| 1991      | ф  | The Doors                               | The Doors                                   | фотограф              |
| 1991      | ф  |                                         | The Rapture                                 | Шерон                 |
| 1991      | ф  | Смертельні узи                          | Wedlock                                     | Трейсі Ріггс          |
| 1992      | ф  | Білі піски                              | White Sands                                 | Моллі Доулзел         |
| 1995      | ф  | Уроки виживання                         | Far from Home: The Adventures of Yellow Dog | Кетрін МакКормік      |
| 1996      | ф  | У дзеркала два обличчя                  | The Mirror Has Two Faces                    | Клер Морган           |
| 1997      | ф  | Різдвяні подарунки                      | The Christmas List                          | Мелоді Парріс         |
| 1997      | ф  | Остін Паверс: Міжнародна людина-загадка | Austin Powers: International Man of Mystery | місіс Кензінгтон      |
| 1998      | ф  | Загублені у космосі                     | Lost in Space                               | доктор Морін Робінсон |
| 1998—1999 | с  | Цілком таємно                           | The X Files                                 | Агент Діана Фоулі     |
| 2003      | с  | Затока Доусона                          | Dawson's Creek                              | Гелен Ліндлі          |
| 2005      | тф | Невинність на продаж                    | Selling Innocence                           | Еббі Семпсон          |
| 2008      | тф | Штормове попередження                   | Storm Cell                                  | Ейпріл                |
| 2011      | ф  | Щасливчик                               | Lucky                                       | міс Бренд             |
| 2011      | ф  | Тисни на газ                            | Balls to the Wall                           | місіс Метьюз          |
| 2011—2014 | с  | Два з половиною чоловіки                | Two and a Half Men                          | Робін Шмідт           |
| 2012      | ф  | Весняні надії                           | Hope Springs                                | Керол                 |
| 2015      | с  | Еш проти зловісних мерців               | Ash vs Evil Dead                            | Сьюзі Максвелл        |
| 2015      | ф  | Весільний майстер                       | The Wedding Ringer                          | Лоїс Палмер           |